# Герцаевская городская община
Герцаевская городская община (укр. Герцаївська міська громада) — территориальная община в Черновицком районе Черновицкой области Украины.
Административный центр — город Герца.
Население составляет 17636 человек. Площадь — 194,8 км².
В соответствии с распоряжением Кабинета Министров Украины от 12 июня 2020 года, в состав общины вошла территория Герцаевского городского совета, а также Байраковского, Куликовского, Лунковского, Молницкого, Петрашовского, Тернавского и Хряцковского сельских советов упразднённого Герцаевского района

## Населённые пункты
В состав общины входят 1 город и 11 сёл:
- Город Герца
- Байраковский старостинский округ:
  - Байраки
  - Подвальное
- Куликовский старостинский округ:
  - Куликовка
- Лунковский старостинский округ:
  - Великоселье
  - Лунка
  - Могилёвка
- Молницкий старостинский округ:
  - Молница
- Петрашовский старостинский округ:
  - Петрашовка
- Тернавский старостинский округ:
  - Дьяковцы
  - Тернавка
- Хряцковский старостинский округ:
  - Хряцка